# 천지유정
"천지유정"은 한국에서 제작된 김화랑 감독의 1957년 영화이다. 양훈 등이 주연으로 출연하였고 임화수 등이 제작에 참여하였다.

## 출연

### 주연
- 양훈
- 양석천
- 김진규
- 최무룡

## 기타
- 녹음: 최칠복
- 미술: 김정한